# Сигиллярия
Сигиллярия (лат. Sigillaria, от лат. sigillum «печать») — распространённый в каменноугольном и пермском периодах древовидный споровый плауновидный род растений. Относится к классу полушниковых, порядку лепидодендровые (Lepidodendrales). Семейство Sigillariaceae, типовой род Sigillaria. Сигиллярии являются руководящими ископаемыми. Окаменелости сигиллярий найдены в Северной Америке и Евразии. На территории России известны побеги Sigillaria elegans из нижнего карбона (визейский ярус) окрестностей Андреаполя в Тверской области.

## Описание
Сигиллярии достигали 20—25 м высоты и до 1,5 м толщины. Судя по строению, сигиллярии были свойственны болотистым местностям, в которых образовывали целые лесные заросли. 
Прямые, лишь иногда к вершине раздвоенные или разветвлённые стволы, по всей длине густо усаженные жёсткими, игловидными, прижатыми к стволу листьями с трёхгранным поперечным сечением, напоминали по форме гигантскую метлу или ламповую щётку. Состоящая из концентрических колец различного строения древесина, весьма слабая и рыхлая, окружена толстой и крепкой корой. 
По причине слабости древесины, находимые в каменноугольных отложениях стволы сигиллярий являются сдавленными, сплющенными, причём собственно древесина сжата в тонкую пластинку, а кора обыкновенно превращена в углистую массу. 
Кора имеет весьма характерный наружный вид вследствие параллельно идущих по ней от корня к вершине бороздок, между которыми расположены отвесными рядами рубцы, отмечающие места прикрепления листьев. Рубцы двух соседних рядов чередуются между собою, резко выделяются на коре и имеют разнообразные, характерные для отдельных видов очертания, напоминающие оттиск печати, откуда происходит и название этих растений (sigillum — печать). Форма рубцов изменяется с возрастом дерева, а также зависит от характера его сохранения. 
Обугленная кора обыкновенно легко разделяется на слои; на поверхности каждого слоя форма рубцов различна, равным образом особые украшения наблюдаются и на внутренней части коры, прилегающей к древесине; эти особенности вносили долго значительную путаницу в систематику сигиллярий, основанную главным образом на форме рубцов. Своеобразные корневища сигиллярий и некоторых других близких родов настолько резко отличаются по наружным украшениям и по внутреннему строению от стволов сигиллярий, что долгое время считались совершенно самостоятельной растительной формой и описывались под именем стигмарий.

## В искусстве
В романе «Острова эфирного океана» (1914) планету Венеру покрывают заросли из сигиллярий, высотой в 20-25 метров. 

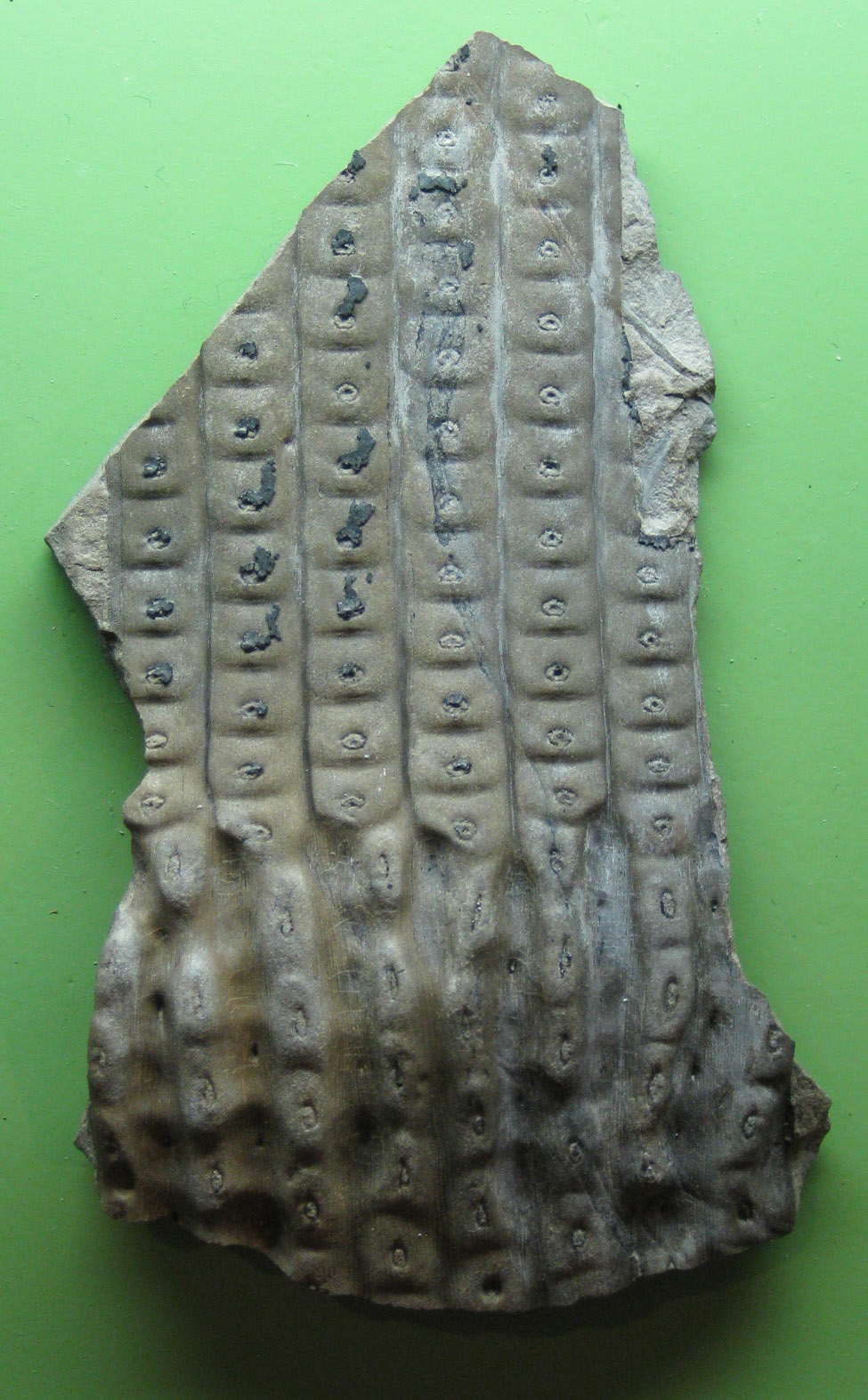
Sigillaria в экспозиции музея
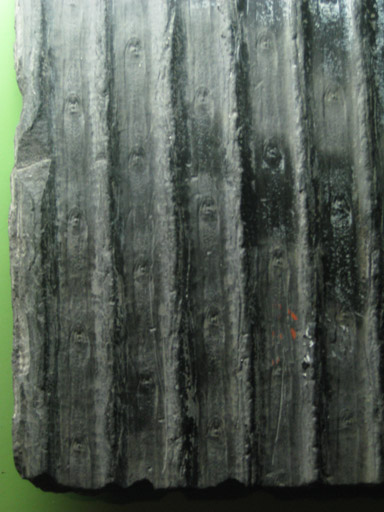
Sigillaria (кора) в экспозиции музея
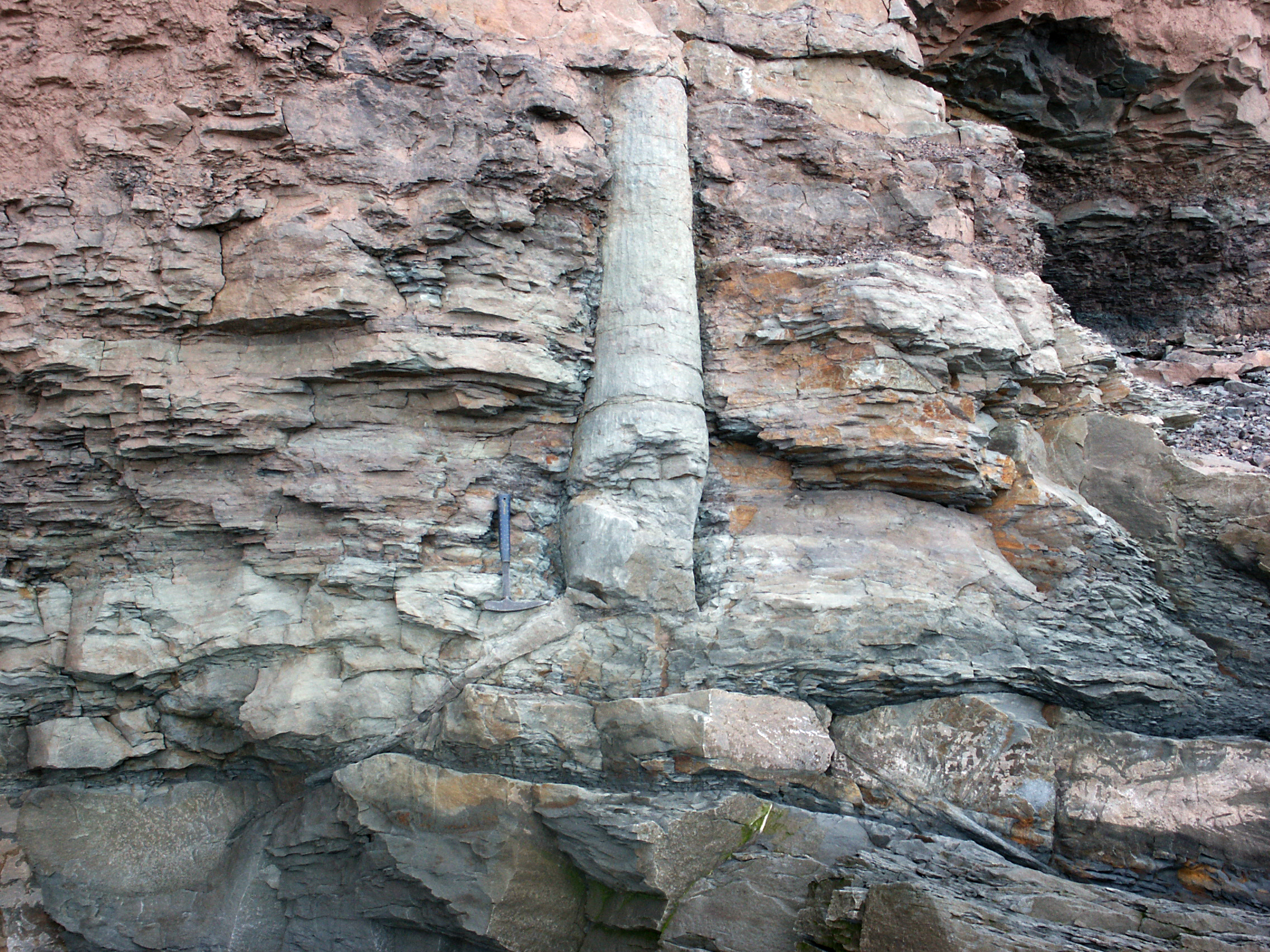
Окаменелое плауновидное, по-видимому Sigillaria in situ в отложениях Новой Шотландии